# Bevara Sverige Svenskt
 (décembre 2016).
Si vous disposez d'ouvrages ou d'articles de référence ou si vous connaissez des sites web de qualité traitant du thème abordé ici, merci de compléter l'article en donnant les références utiles à sa vérifiabilité et en les liant à la section « Notes et références ».
Bevara Sverige Svenskt (BSS), qui signifie en suédois « Gardons la Suède suédoise », était une mouvance politique nationaliste suédoise. Son objectif affiché était de faire naître un débat dans le but de réduire l'immigration de masse provenant de pays non-européens. Fondé en 1979, BSS fut d'abord impliqué dans une coopération électorale avortée avec le parti Fête suédoise. En 1986, il a rejoint le parti populiste Framstegspartiet, qui évoluera ensuite pour devenir les Démocrates de Suède.
Bien que sa participation ait toujours été restreinte, BSS représente la première tentative organisée de réduction de l'immigration, et, par conséquent, a beaucoup attiré l'attention des medias. Les rangs du parti comportaient pour l'essentiel de jeunes boneheads. Le parti prétendait ne pas être raciste, mais ses campagnes d'affichage souvent agressives parlaient un autre langage, avec des slogans tels que « Låt inte din dotter bli en negerleksak » (« Ne laissez pas votre fille devenir le jouet d'un nègre ») et « Negrer hotar sina offer » (« Les nègres menacent leurs victimes »)[réf. nécessaire].